# Min Ryoung
Min Ryoung (14 juli 1982) is een Zuid-Koreaans voormalig shorttracker.

## Loopbaan
In 2000 behaalde Min zowel de wereldtitel voor junioren als de individuele wereldtitel voor senioren. Verder kwam hij uit voor Zuid-Korea op de Olympische Winterspelen 2002, maar de aflossingsploeg werd gediskwalificeerd.

## Persoonlijke records
| Afstand    | Tijd     | Datum      | Baan      | Land |
| ---------- | -------- | ---------- | --------- | ---- |
| 500 meter  | 41,383   | 21-10-2000 | Calgary   | CAN  |
| 1000 meter | 1.27,579 | 04-12-1999 | Changchun | CHN  |
| 1500 meter | 2.17,223 | 04-12-1999 | Changchun | CHN  |
| 3000 meter | 4.54,965 | 08-12-2001 | Sofia     | BUL  |

Geraadpleegd op: 28/5/2007
1976: Alan Rattray · 
1977: Gaétan Boucher · 
1978: James Lynch · 
1979: Hiroshi Toda · 
1980: Gaétan Boucher · 
1981: Benoît Baril · 
1982: Guy Daignault · 
1983: Louis Grenier · 
1984: Guy Daignault · 
1985: Toshinobu Kawai · 
1986: Tatsuyoshi Ishihara · 
1987: Toshinobu Kawai/Michel Daignault · 
1988: Peter van der Velde · 
1989: Michel Daignault · 
1990: Lee Joon-ho · 
1991: Wilf O'Reilly · 
1992: Kim Ki-hoon · 
1993: Marc Gagnon · 
1994: Marc Gagnon · 
1995: Chae Ji-hoon · 
1996: Marc Gagnon · 
1997: Kim Dong-sung · 
1998: Marc Gagnon · 
1999: Li JiaJun · 
2000: Min Ryoung · 
2001: Li JiaJun · 
2002: Kim Dong-sung · 
2003: Ahn Hyun-soo · 
2004: Ahn Hyun-soo · 
2005: Ahn Hyun-soo · 
2006: Ahn Hyun-soo · 
2007: Ahn Hyun-soo · 
2008: Apolo Anton Ohno · 
2009: Lee Ho-suk · 
2010: Lee Ho-suk · 
2011: Noh Jin-kyu · 
2012: Kwak Yoon-gy · 
2013: Sin Da-woon · 
2014: Viktor An · 
2015: Sjinkie Knegt · 
2016: Han Tianyu · 
2017: Seo Yi-ra · 
2018: Charles Hamelin · 
2019: Lim Hyo-jun · 
2021: Shaoang Liu ·
2022: Shaoang Liu